# 163. østlige længdekreds
Den 163. østlige længdekreds (eller 163 grader østlig længde) er en længdekreds, der ligger 163 grader øst for nulmeridianen. Den løber gennem Ishavet, Asien, Stillehavet, det Sydlige Ishav og Antarktis.